# Карле Крон
Ка́рле Крон (Kaarle Krohn; *10 травня 1863, Гельсінкі, Велике князівство Фінляндське, Російська імперія, тепер Фінляндія — 19 липня 1933) — фінський фольклорист, професор; розробник історико-географічного методу дослідження фольклору, завдяки чому відомий широко за межами батьківщини; більшу частину свого життя присвятив вивченню епічної поезії, яка лягла в основу фінського національного епосу «Калевала».
Представник впливової гельсінської родини Крон.

## З життєпису

### Молоді роки

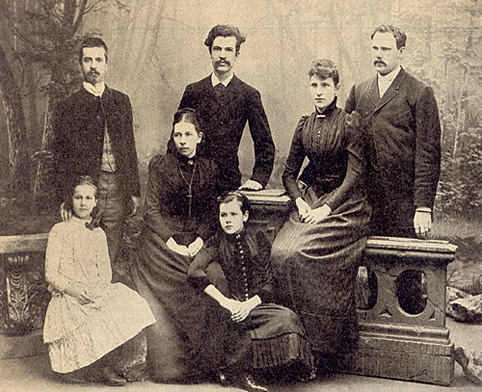
Задній ряд зліва направо — Ілмарі Крон, Карле Крон, Хелмі Крон з Е. Н. Сетяля; попереду Ауне Крон, Хелена (уроджена Клеве) та Айно Каллас

Карле Крон народився 1863 року в Гельсінках у родині журналіста і поета Юліуса Крона, його сестри — Ауне, Хельмі та Айно Каллас, що стали фінськими письменницями. 
Крон склав іспити на атестат зрілості 1880 року, отримав ступінь кандидата в 1883 році в Гельсінкському університеті та захистив ступінь доктора в 1888 році. 
У 18-річному віці він здійснював польові дослідження в Північній Карелії. Починаючи від січня 1884 до червня 1885 року він подорожував по Фінляндії, збираючи зразки фінського фольклору. Під час збирання він зосереджувався переважно на народних переказах, бувальщмнах і власне казках, адже вважав, що їх незаслужено оминули під час записування епічних пісень. Його докторська дисертація Bär (Wolf) und Fuchs, eine nordische Tiermärchenkette [«Ведмідь (вовк) і лисиця: скандинавський ланцюжок казок про тварин», 1888)», заснована на його зібранні народних казок із використанням історико-географічного методу його батька, відразу принесла йому міжнародну славу і академічне ім'я.

### Кар'єра
У 1888 році Карле Крон був призначений доцентом фінської та порівняльної літератури в Гельсінкському університеті. У 1889 році він був призначений виконуючим обов'язки професора фінської мови та фінської літератури, а в 1898 році — екстраординарним персональним професором фінської мови та компаративістики у фольклорі. 
У 1898 році К. Крон став професором з фінської та порівняльної фольклористики Гельсінського університету. Згодом, у 1908 році, коли була заснована постійна кафедра фінської та порівняльної фольклористики, він став її першим завідувачем. 
У 1907 році разом зі своїми друзями Йоганнесом Болте та Акселем Ольріком він створив відому у світовій фольклористиці Федерацію комунікацій друзів фольклору (Federation of Folklore Fellows' Communications). 
У 1917 році він став головою Товариства фінської літератури (Suomalaisen Kirjallisuuden Seura). К. Крон був також співзасновником часописів Virittäjä (1896) і Finno-ugrische Forschungen («Фінно-угорські дослідження») разом з Емілем Нестором Сетяля (1901). Він був цілком відданий розробленому його батьком історико-географічному підходу до порівняння фольклорних текстів.
У 1918 році Карле Крон опублікував Kalevalankysymyksia («Питання Калевали»), двотомний посібник, призначений для тих, хто вивчає фінську народну поезію. У «Питаннях Калевали» Крон повністю переробив свою позицію щодо історичності Калевали. Раніше він стверджував, що остання виникла з маленьких «поетичних зародкових клітин», які злилися, щоб утворити героїчний епос. У «Питаннях Калевали» він натомість зайняв позицію, що вірші народжувалися як цілісні твори та з часом роздробилися. Крон стверджував, що поеми були написані в той самий час, що й епоха скандинавських вікінгів, і були оповідями про реальні історичні події. Це різко контрастувало з його попереднім поглядом на «Калевалу» як на твір середньовічного походження, який багато запозичив з агіографії. Хоча дослідник пояснював різку зміну поглядів своїм ретельним аналізом спостережуваних фактів, також він визнавав вплив політичної ситуації, зокрема фактів русифікації та Декларації незалежності Фінляндії. Дописуючи для націоналістичної газети Uusi Suomi на захист своєї нової позиції, Крон заявив, що «раніше мирна фінська нація стала войовничою [. . . ] Вивчення «Калевали» пішло тим же шляхом».
Через 8 років він переробив книгу для зарубіжної аудиторії, додав приклади з народних казок і опублікував її як Die folkloristische Arbeitsmethode («Фольклорна методологія»), яка відтоді служила стандартною довідковою працею з фінського методу. 
У 1932 році, за рік до своєї смерті, Карле Крон знову повернувся до фольклорних досліджень. Він опублікував огляд міжнародної фольклористики, який ґрунтувався в основному на розробленому ним методологічному підході під назвою Übersicht über einige Resultate der Märchenforschung («Огляд деяких результатів дослідження фольклору»).

## Публікації
- Eliel Aspelin-Haapkylä als Urheber der neueren volkskundlichen Sammelarbeit der Finnischen Litteraturgesellschaft . Helsinki 1920 (Folklore Fellows' Communications 35).
- K. F. Karjalainen. Helsinki 1921 (Folklore Fellows' Communications 40)
- Magische Ursprungsrunen der Finnen (Магічнні руни фінів). Painettu Keravalla 1924 (Folklore Fellows' Communications 52).
- Die folkloristische Arbeitsmethode (Робочий метод фольклориста). Erläutert von Kaarle Krohn. Oslo 1926 рік.
- Übersicht über einige Resultate der Märchenforschung (Огляд результатів дослідження казок). Helsinki 1931 (Folklore Fellows' Communications 96).
- Antti Aarne. Helsinki 1926 (Folklore Fellows' Communications 64).